# تحليل عدد صحيح باستعمال منحنى لنسترا الإهليلجي
تعميل عدد صحيح باستعمال منحنى لنسترا الإهليلجي هي خوارزمية سريعة تمكن من تعميل عدد صحيح، تستعمل المنحنيات الإهليلجية.